# Crmljane
Cërmjan en albanais et Crmljane en serbe est une localité du Kosovo située dans la commune de Gjakovë/Đakovica, district de Gjakovë/Đakovica (Kosovo) ou de Pejë/Peć. Selon le recensement kosovar de 2011, elle compte 1 141 habitants.

## Histoire
Sur le territoire du village se trouvent les vestiges de fortifications romaines et celles d'une église remontant au Moyen Âge ; les deux sites sont proposés pour une inscription sur la liste des monuments.
Dans l'actuel village, un moulin remontant au XIXe siècle, ainsi que deux tours-résidences, dont celle de Hasankidajve, datant de la même période, sont eux aussi proposés pour une inscription kosovare.

## Démographie

### Évolution historique de la population dans la localité
| 1948 | 1953 | 1961  | 1971  | 1981  | 1991  | 2011  |
| ---- | ---- | ----- | ----- | ----- | ----- | ----- |
| 922  | 961  | 1 147 | 1 382 | 1 719 | 1 862 | 1 141 |

|  |

### Répartition de la population par nationalités (2011)
En 2011, les Albanais représentaient 99,91 % de la population.

## Économie
Agriculture, friuts, bois